# Poker
(Anthony Holden)
Il poker è una famiglia di giochi di carte delle cui alcune modalità di gioco sono classificabili come gioco d'azzardo, altre come poker sportivo. Tali giochi sono caratterizzati da un sistema di combinazioni formate con le carte di ciascun giocatore (il cui confronto determina il vincitore di ogni mano) e da un meccanismo di puntate successive che offre molte possibilità tattiche e di influenza sugli altri giocatori, consentendo in particolare di ritirarsi con perdite contenute dalle mani che non si ritiene di poter vincere. 
Il grande successo del poker è dovuto al fatto che l'abilità del giocatore è molto più importante rispetto ad altri giochi d'azzardo, al punto da consentire l'esistenza di giocatori professionisti: la fortuna è determinante per le singole mani, ma la valutazione delle probabilità, l'osservazione del comportamento degli altri giocatori al fine di intuire le loro combinazioni e l'esecuzione di bluff per indurli in errore fanno la differenza nell'arco di una partita.
A partire dall'inizio degli anni novanta del XX secolo si è aperta per i giocatori la possibilità di giocare a poker online, cioè collegandosi mediante Internet a sale da poker organizzate e sedendosi a tavoli virtuali ai quali si gioca contro altre persone connesse dal proprio computer domestico. Tale sistema di gioco è cresciuto progressivamente negli anni successivi e costituisce oggi la principale modalità con la quale il poker è praticato a livello mondiale. Se le puntate sono costituite da denaro vero si tratta di gioco d'azzardo.
È uno dei giochi più diffusi al mondo.

## Storia

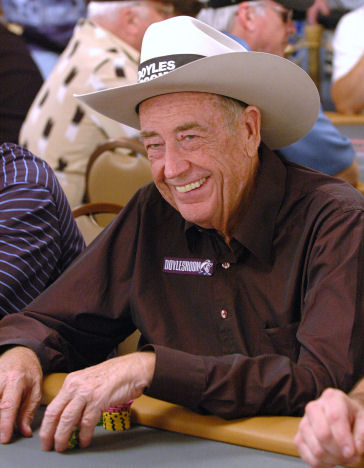
Doyle Brunson, due volte campione del mondo (1976, 1977, secondo nel 1980)

Le origini del gioco del poker sono tuttora oggetto di dibattito. Assomiglia molto a un gioco persiano, l'As-Nas, ed è stato probabilmente insegnato ai colonizzatori francesi di New Orleans dai marinai persiani. Il nome deriva, probabilmente, dal termine francese poque (ingannare), che deriva a sua volta dal tedesco pochen. Non è chiaro se il poker derivi direttamente da giochi con quei nomi, tuttavia viene considerato un insieme di tutti questi giochi che ne hanno influenzato lo sviluppo fino al poker che conosciamo ai giorni nostri. La più antica testimonianza si ha dall'attore inglese Joseph Crowel, che lo segnala nel New Orleans, giocato con un mazzo di 20 carte e da 4 giocatori che scommettono su chi ha la combinazione vincente. Il primo libro è di Green Jonathan H., An Exposure of the Arts and Miseries of Gambling (G.B. Zieber, Filadelfia, 1843) che ne descrive la diffusione da lì fino al Mississippi, dove il gioco era un comune passatempo.

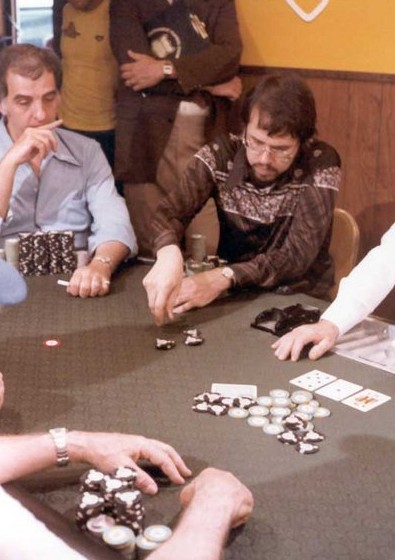
David Sklansky alle World Series di Poker del 1979

Subito dopo questa diffusione si inizia ad usare il mazzo francese con 54 carte e si ha l'introduzione del colore. Durante la guerra civile americana si hanno numerose aggiunte e le prime varianti del gioco, draw poker, stud poker e community card poker), seguite da numerose altre come il razz (variante in cui vince il punto più basso) o lo Hi-Lo (variante in cui a vincere il piatto sono 2 o più giocatori). La diffusione del gioco negli altri continenti è attribuito ai militari americani. All'inizio del XX secolo il gioco più diffuso è il 7 card stud, ma dopo gli anni 50 si impongono i poker a carte comunitarie, in primis il Texas hold 'em seguito dall'Omaha. La nuova modalità di gioco, il torneo, comincia a diffondersi nei casino americani dopo il primo World Series of Poker (mondiale di poker che si svolge tutti gli anni a Las Vegas) e di lì a poco si ha anche l'uscita dei primi libri di strategia come  Super/System di Doyle Brunson (ISBN 1-58042-081-8) e The Book of Tells di Mike Caro (ISBN 0-89746-100-2), seguito poco dopo da The Theory of Poker di David Sklansky (ISBN 1-880685-00-0).

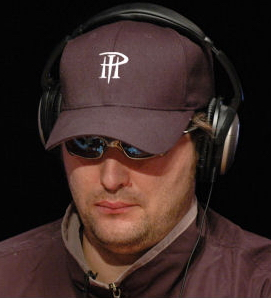
Phil Hellmuth Jr, campione del mondo nel 1989, detiene il primato di braccialetti World Series of Poker vinti: 17

Negli USA la popolarità del poker ha un'impennata senza precedenti durante i primi anni del XXI secolo, con l'avvento del poker on-line e l'introduzione della telecamera per le carte coperte utilizzata durante i maggiori eventi, ciò che ha contribuito a far diventare il gioco uno sport spettacolare. Gli spettatori possono ora seguire e comprendere l'azione dei giocatori durante i maggiori eventi trasmessi, come il World Series of Poker o il WPT (World Poker Tour), che hanno riscosso enorme successo nella TV satellitare e via cavo.
La formula di gioco utilizzata in questi casi è quella del torneo (per la formula del torneo vedi poker sportivo): il giocatore paga l'iscrizione e riceve delle fiche (chiamate chip) con le quali gioca; finite le fiche il giocatore è eliminato, ad eccezione dei tornei dove è consentito il rebuy. Gli ultimi ad essere eliminati sono i primi classificati del torneo, e si dividono l'ammontare del montepremi (alimentato dalle iscrizioni). Negli ultimi anni le World Series of Poker, il WPT e l'European Poker Tour hanno avuto una notevole crescita anche grazie ai numerosi satelliti organizzati on line, i quali permettono a chiunque di accedere a questi eventi che una volta erano prerogativa di pochi a causa dei costi molto elevati. I campioni del mondo del 2003 e 2004, rispettivamente Chris Moneymaker e Greg Raymer, hanno vinto la loro partecipazione al mondiale (Main Event WSOP) giocando un satellite on line.

## Il gioco
Il poker è giocato in una moltitudine di specialità e varianti, ma tutte seguono una medesima logica di gioco. Le carte vengono distribuite in senso orario e allo stesso modo cambia il mazziere (dealer). Egli viene generalmente segnalato con un bottone che diventa unico elemento per identificarlo e determinare, quindi, le puntate obbligatorie o i turni di gioco. Per ogni mano, uno o più giocatori devono porre una puntata obbligatoria (cip) che serve alla creazione di un piatto iniziale che i giocatori potranno contendersi. Il mazziere distribuisce le carte, coperte o scoperte, in base alle regole della specialità giocata. Cominciano quindi, sempre secondo le regole della specialità giocata, i giri di scommesse nei quali, a turno, ogni giocatore ha facoltà di "parlare", ossia di eseguire un'azione. Si gioca sempre in senso orario.
Le possibilità principali sono le seguenti:
- puntare (bet): il primo giocatore che apre il giro di scommesse mette una certa somma nel piatto;
- bussare o passare/dare la parola (check): il primo giocatore che apre il giro di scommesse può decidere al momento di non puntare; il giocatore successivo a colui che ha passato deciderà se puntare o passare, e così vale anche per gli altri giocatori. Se tutti i giocatori passano, il giro di scommesse è chiuso. Un giocatore non può passare se il giocatore precedente ha puntato;
- vedere o chiamare (call): dopo che il giocatore ha puntato, gli altri giocatori sono obbligati a puntare almeno altrettanto oppure a uscire dalla mano;
- rilanciare (raise): un giocatore può scommettere una somma maggiore del minimo richiesto per restare in gioco, tutti gli altri giocatori sono tenuti a vedere o lasciare;
- lasciare (fold): un giocatore lascia qualora non sia intenzionato a vedere la puntata o il rilancio, ovvero consegna le carte al mazziere e rinuncia al piatto, perdendo quanto aveva scommesso in precedenza. Un giocatore può lasciare anche se ha possibilità di passare, ma questa scelta non viene mai presa in considerazione perché non ha alcun senso.

Alla fine dell'ultimo turno di puntate resta un solo giocatore (ha fatto l'unica puntata e tutti gli altri hanno passato, o ha rilanciato e gli altri rimasti hanno lasciato) o più giocatori che hanno puntato tutti la stessa somma (vedendo la prima puntata o un rilancio successivo). In questo secondo caso, tipicamente più raro, avviene lo showdown: si mostrano le carte dei giocatori e si confronta il punto di ciascuno; vince il punto di maggior valore a seconda della variante. Normalmente il valore corrisponde alla forza della mano. Alcuni giochi, come l'Omaha 8 e lo Stud 8, prevedono la ripartizione del piatto in parti uguali fra la mano col valore più alto e quella col valore più basso. In altri giochi, fra cui Razz, 2-7 Single Draw e 2-7 Triple Draw, il piatto viene assegnato al giocatore che ha la mano più bassa. Il giocatore che è in possesso del punto di maggior valore vince la mano e ha diritto di impossessarsi delle fiche (o dei contanti) dei giocatori che hanno lasciato in precedenza e di quelli che sono stati sconfitti allo showdown.
Nel caso in cui due o più giocatori fossero in possesso dello stesso punto (caso molto raro), il piatto viene diviso (split pot) tra essi in parti uguali.
Normalmente, durante le partite di poker vige la regola delle "chip al tavolo" secondo la quale, durante una mano, possono essere puntate esclusivamente le chip presenti sul tavolo sin dall'inizio della mano in questione. Ne consegue che un giocatore non in grado di coprire una puntata o un rilancio effettuato da un avversario, in quanto non possiede abbastanza chip, è costretto ad abbandonare la mano. Quando un giocatore ha puntato tutte le proprie chip nel piatto, esso è considerato all-in; ulteriori puntate che il giocatore non è in grado di coprire, nel caso in cui nella mano fossero coinvolti più di due giocatori, andranno a costituire un secondo piatto per il quale competeranno solo i giocatori che vi hanno puntato, quindi il giocatore precedentemente in all-in ne è escluso. In ordine cronologico, il piatto primario prende il nome di "Main Pot", mentre i piatti secondari, che vanno quindi a costituirsi successivamente, sono detti "Side Pot".

### Specialità
Le specialità del poker possono essere raggruppate in tre categorie:
- Community card poker: ogni giocatore riceve un determinato numero di carte coperte (due nel Texas hold 'em o quattro nell'Omaha) e può utilizzare un determinato numero di carte comuni per comporre il proprio punto.
- Draw poker: ogni giocatore riceve cinque (nel poker tradizionale) o più carte tutte coperte. I giocatori possono cambiare una o più carte per una o più volte.
- Stud poker: i giocatori ricevono le carte una alla volta, alcune coperte altre scoperte. La maggior differenza tra lo stud e il draw poker è l'impossibilità, nel primo, di cambiare le carte.

Queste specialità possono essere associate a formare particolari strutture, i Mixed Game, in cui le varie specialità sono proposte in più varianti.

### Varianti
Ogni specialità del poker può avere diverse varianti di gioco:
- a limite fisso (limit betting): sono possibili solo tre rilanci per round di scommessa, purché vi siano più di due giocatori; inoltre i rilanci stessi sono bloccati con un limite. La scommessa minima è raddoppiata solitamente con il terzo giro di scommessa.
- limite al piatto (pot limit betting): diffuso in Europa, al giocatore è impedito di rilanciare una cifra superiore al valore del piatto in quel momento. Serve per evitare che i piatti si ingrossino nel primo giro di scommessa.
- senza limiti (no limit): non ci sono limiti di scommessa.
- high-low split